# 이현우 최은경의 좋은 예감
《이현우 최은경의 좋은 예감》은 2004년 10월 4일부터 2004년 11월 12일까지 MBC에서 방송한 아침 토크 쇼 프로그램이다.

## 기획 의도
하루를 여는 기분좋은 토크 쇼 형식으로 종종 사연을 숨긴 스타들을 진솔한 이야기로 따로 다루었다.

## MC
- 이현우, 최은경

## 역대 방송시간
| 방송 채널 | 방송 기간                           | 방송 시간                          |
| --------- | ----------------------------------- | ---------------------------------- |
| MBC TV    | 2004년 10월 4일 ~ 2004년 10월 11일  | 평일 아침 9:45 ~ 오전 10:50        |
| MBC TV    | 2004년 10월 12일 ~ 2004년 10월 22일 | 평일 아침 9:45 ~ 오전 10:30        |
| MBC TV    | 2004년 10월 29일                    | 평일 아침 9:45 ~ 오전 10:30        |
| MBC TV    | 2004년 10월 26일 ~ 2004년 10월 27일 | 화, 수요일 오전 10:35 ~ 오전 11:35 |
| MBC TV    | 2004년 11월 1일 ~ 2004년 11월 12일  | 평일 아침 9:30 ~ 오전 10:30        |